# 奥斯瓦尔德·迪朗
奥斯瓦尔德·迪朗（法語：Oswald Durand，1840年9月17日—1906年4月22日）是海地诗人、政治家，他在海地的地位猶如英國的莎士比亞和義大利的但丁。

## 生平
他出生在海地北部的北聖路易區，是穆拉托人。1842年5月7日，海地角发生了8.1级大地震，他的父母在地震中遇难，他因此成为孤儿，并由外祖母在瓦纳曼特抚养长大成人。因为家境贫寒，以及海地政治的动乱，他初中二年级的时候就被迫辍学务工，并通过自学学习写作。
1860年，迪朗成为一名小学教员，并于1867年被任命为戈纳伊夫市一所中学的校长。1883年，狄朗因持不同政见而被利西于·萨洛蒙总统下令逮捕入狱，在狱中，狄朗用海地克里奥尔语创作了诗歌《舒昆》 （页面存档备份，存于），此诗后来被改编为《黄鸟之歌》，并在美国流行起来。出狱后，狄朗逃亡到海地角的外国大使馆寻求政治庇护，后来遇赦并于1885年当选海地国会议员。1888年，狄朗当选为海地众议院议长。
除了《舒昆》以外，迪朗的另外一首诗歌《当我们的父祖砸碎了锁链》曾在1904年《德萨利纳之歌》被创作以前作为海地的国歌使用。